# Olga Kabo
Olga Igorjevna Kabo (rusky Ольга Игоревна Кабо; narozená 28. ledna 1968 Moskva, Sovětský svaz) je ruská divadelní a filmová herečka.

## Osobní život
Narodila se roku 1968 v Moskvě do rodiny inženýra Igora Jakovljeviče a Ady Nikolajevny Kabo. Chodila do kurzů společenského tance, provozovala gymnastiku a také se přihlásila do ruského kosmického programu spojeného s natáčením filmu ve vesmíru. Studovala na moskevské konzervatoři a navštěvovala kurzy angličtiny. Roku 1989 absolvovala herectví na Gerasimovově Ruské státní kinematografické univerzitě pod vedením Sergeje Bondarčuka.
První zkušenost s divadlem prožila v Moskevském palácí pionýrů. Na filmovém plátně debutovala v patnácti letech, když ji Vitalij Makarov obsadil do muzikálového snímku No Joking.
Výrazná role v snímku Komedie o Lysistratě z roku 1989 jí v Sovětském svazu přinesla nálepku nového sex symbolu. v 90. letech získala mezinárodní ohlas poté, co ztvárnila role v zahraničních produkcích The Ice Runner (Lena, 1992) a Burial of the Rats (Anna, 1995). Od sezóny 2002 je členkou Divadla Mossověta (Театр имени Моссовета). Na této scéně si zahrála například Roxanu v Cyranovi z Bergeracu či Felicianu v Učiteli tance.
V roce 2002 obdržela čestný titul zasloužilá umělkyně Ruské federace. V březnu 2012 pak v Praze převzala Evropskou cenu Trebbia.

## Filmografie – výběr
- 2012 – Hulánská balada, role: Marta
- 2011 – Varšavská bitva 1920, role: Sofia Nikołajewna
- 2008 – Nostalgie po budoucnosti, role: Anastasia
  - – Afganskij prizrak, role: Galina Poťomkina
- 2007 – O Malence, role: dáma s lorňonem
- 2004 –  Tebe, nastojaščemu, role: Aňa Něnaševa
- 1997 – Královna Margot, role: Marie Touchet
- 1995 – Burial of the Rats, role: Anna, televizní film
  - – Krestonosec, role: Olga
- 1992 – Památník nalezený v odpadcích, role: Nadia Apfelbaum
  - – Běsy, role: Lizaveta Nikolajevna
  - – The Ice Runner, role: Lena
- 1991 – Blázni, role: Máša
  - – Umirať ně strašno, role: dcera
- 1990 – Rytířský hrad, role: Emma, Romualdova žena
- 1989 – Dvě střely
  - – Komedie o Lysistratě, role: Myrrina
- 1988 – Dobrodružství Quentina Durwarda, role: Isabella
- 1987 – Poraženie, role: Žeňa, televizní minisérie
- 1986 – Bambiho mládí, role: Marena